# Химна косовских јунака
Химна косовских јунака позната и као Христе Боже је српска песма која опева битку на Косову 1389. године.
Текст је написао академик Љубомир Симовић. Музику је компоновао Душко Каруовић.
Песма је настала 1989. за потребе филма Бој на Косову Здравка Шотре, који је сниман поводом 600. годишњице Косовске битке. Велику популарност стиче након премијере филма.
Почетком 90-их, Јединица за специјалне операције, Црвене беретке, усвојила је ову песму као своју химну, а потом је преузимају и друге војне и полицијске јединице. Постоји неколико верзија ове песме, група 357 је обрадила у хард рок верзији.
Фјодор Јемељаненко, један од најпознатијих ММА бораца, изашао је на последњи меч у каријери уз стихове ове песме.